# 殺し屋麺吉
『殺し屋麺吉』（ころしやめんきち）は、富沢順による日本の漫画作品。『週刊コミックバンチ』（新潮社）にて、第126号（2004年1月23日号）から第243号（2006年6月30日号）までシリーズ連載。2010年36・37合併号にエピローグが掲載された。全40話で話数は「杯目」で数えられる。単行本は6巻まで刊行されしばらく未完のままの状態が続いていたが、2018年に電子配信として完結巻となる7巻が配信された。
過去の富沢作品と同様、時事ネタが多く取り上げられており、主人公の麺吉が使う数々の技もコミカルなものが多い。

## 登場人物
麺屋 吉右衛門（めんや きちえもん）/ 赤城 亮人（あかぎ りょうと）
普段は屋台のラーメン屋を営んでおり屋号を通り名にしている。略して「麺吉」。年齢は明らかになってないが20代で、長髪の髪を後ろで束ねている。人当たりも愛想も良く、ラーメン職人として一流の腕を持つ。心身の奥底まで染み入るような絶品のラーメンは、頑なな心根を解き解し、思わず本音を語らせてしまう。しかし、その裏で一流の殺し屋の顔を持つ。国家公認の殺しのライセンスを持ち、法で裁けない悪人に死の制裁を与える仕置人。かつて実父（赤城圭一〈あかぎ けいいち〉）を殺した初代の麺吉にその技の数々を教え込まれ、2代目の「麺吉」を継いだ。
復讐の依頼を請け負う殺し屋「天誅ラーメン」の噂は都市伝説として流布しており、麺吉に尋ねてくる者もたびたびいるが、飄々と惚けている。単なる恨み辛みでは裏の仕事は請け負わず、真に邪悪で救い難い外道と判断した時にこそ裏の仕事を請け負う。また、依頼人にも麺吉が天誅ラーメンの仕置人だと明かすことはない。
殺しの際はラーメンや屋台に関わるものを使い相手にダメージを与える（特に玉柄杓（レードル）は下手な刀剣では傷さえ与えられないどころか、逆に刀剣が刃こぼれを起こすほどの硬度を誇る）。最期は標的となった外道の頭を岡持ちに突っ込ませ、刃のついた蓋を一気にスライドさせて、ギロチンのごとく首を切断する。その際の麺吉の表情はとても空虚で哀しげに見える。全てを人知れず行い、また日常に戻っていく。
先代・麺屋吉右衛門（せんだい めんやきちえもん）
初代の麺吉。氏名は不明。戦後の混乱期に暗躍した伝説の殺し屋。甲賀流忍術の使い手でもあり、とある成り行きから救った中国人女性が住む中国人居住区を襲う日本軍兵士を次々と殲滅し、その女性を再度救った。彼女は後に九龍コンツェルンの総帥となり、麺吉から受けた恩と彼の「義」を後の後継者や重鎮達に語り継いでいった。
王 鈴玲（わん りんれい）
上海の大企業である九龍コンツェルンの次期後継者。現代風にアレンジされたチャイナドレスが良く似合う美女。表裏問わず多くの人脈や情報網を持ち、あらゆる手段を使って麺吉のために情報収集をして提供している。先々代の総帥が初代の麺吉から受けた多大な恩を受けた。その遺志を継ぎ、麺吉のサポートやバックアップをしている。鈴玲が長期にわたり日本に滞在しているのもそのためであるが、それはあくまで香港に連れ戻されないための口実の1つに過ぎない。麺吉のことを「麺ちゃん」と呼び、異性としての想いを寄せている。
周 歩雲（しゅう ほゆん）
鈴玲に仕える高年の執事兼運転手。鈴玲が上海に里帰りした際に麺吉に先代麺吉の過去を教えている（麺吉自身は先代から何も聞いていないため経緯を知らないでいた）。17話で幼少時代の麺吉を知る男が仕向けた刺客に刃物で刺される。死に際に麺吉に「長い間お仕えできて幸せだった」ことを鈴玲に伝えるよう頼み、合わせて別の男(“K”)にサポート役を頼んであることを伝え、天誅ラーメンを依頼し息を引き取る。普段は帽子をかぶって髪型と目は隠れている状態だったが、息を引き取る際に素顔を見せた。
“K”
鈴玲の2代目執事兼運転手。氏名は不詳。麺吉達をサポートするが、底の知れない人物。実は首相の隠し子。九龍コンツェルンとわずかな付き合いがあることを麺吉に語っている。
14話で標的の始末に向かう麺吉の手助けをしたことが最初の登場で、後に鈴玲が誘拐され周が殺された時も自分も周から後のことを頼まれたことと、標的となった人物の現在の情報を麺吉に教える。のちに周に代わる鈴玲の執事となる。鈴玲のことは「姫」と呼んでいる。
麺吉に近づいたのはシンパシーを感じたためと語っているが、実は先代麺吉から殺人許可証と共に受け継いだ可能性がある機密情報を持ったマイクロフィルムの所在を突き止め奪うことだった。
雪花（せつか）
氷の心を持つ殺し屋。麺吉の「人を活かす」ラーメンと出会い、その心も変わり始める。
真木 奏介（まき そうすけ）
催眠誘導で標的を自殺に追い込む冷徹な殺し屋。歌と演奏を駆使した殺しの奥義を持ち、特に閉鎖された場所や音が反響しやすい場所で真価を発揮する。
王 唐龍（わん たんろん）
九龍コンツェルン国際情報局の次長で鈴玲の従兄妹。鈴玲に好意を持っており、子供の頃からずっと一緒だったため長所も短所も知っている。鈴玲が長年麺吉のそばにいることを快く思っていなく、その麺吉を始末するために来日し勝負を挑むもあえなく返り討ちに遭う。勝負に敗れたあと麺吉に「鈴玲を愛してるか」と問い、麺吉が「とっくに男と女の関係」であると告げられ麺吉に自分を殺すよう頼む（実際は本音を聞き出すための嘘で、麺吉と鈴玲にはそのような関係はない）。その後、嘘の詫びとして出された麺吉のラーメンを食べその完成度に感嘆する。帰り際に周から麺吉の「悪を討ち弱きを救う」という“義”を先代麺吉から継いでいること、一族が忘れかけている先々代の恩を忘れてはならないことを聞き納得する。麺吉のことを「大兄（たいけい）」と呼ぶ。
深瀬 太郎（ふかせ たろう）
警視庁刑事部捜査一課捜査員。配属3か月の新人刑事だが東大を卒業したキャリア組で、ゆくゆくは警察庁の幹部になる男と言われている。麺吉からは「ボンボン刑事」と呼ばれている。父親が検察庁勤めで裏情報が入ってくるため麺吉のことを当初から「殺し屋麺吉」だと勘ぐっていた。
上司を通称「凶弾13号」と呼ばれる殺人犯の男に殺され、自らも被弾し搬送される際麺吉に「天誅ラーメン」の依頼をする。そして現場を目撃し麺吉自身が殺し屋であることを確信した際は「自分が将来幹部になったら殺しのライセンスを無効にして逮捕する」と告げているが、その後も麺吉のラーメンを食べに屋台に訪れていたりする。

## 単行本
- 富沢順 『殺し屋麺吉』 新潮社〈バンチ・コミックス〉全6巻、ノース・スターズ・ピクチャーズ〈電子書籍版〉全7巻

1. 2004年9月15日発行
2. 2005年3月15日発行
3. 2005年8月15日発行
4. 2006年1月15日発行
5. 2006年5月15日発行
6. 2006年8月15日発行
7. 2018年6月20日配信（電子配信限定）